# Anna Sadurska
Anna Sadurska, née le 1er septembre 1921 à Varsovie, morte le 3 mars 2004 dans la même ville, est une archéologue et historienne de l'art polonaise.

## Biographie
Anna Sadurska, née Lenkiewicz, fait des études de philologie et d'archéologie classiques à l'université de Varsovie. Après l'obtention de sa maîtrise en 1949, elle commence à travailler au Département d'art ancien du Musée national de Varsovie. À partir de 1951, elle enseigne au Département d'archéologie méditerranéenne de l'Université de Varsovie et obtient en 1953 un doctorat basé sur une thèse sur les inscriptions latines du Musée national. Ses activités de recherche sont centrées sur la période des monuments romains de l'art sépulcral. Elle est nommée professeure en 1972. 
Elle prend part à des missions archéologiques dirigées par Kazimierz Michałowski en Égypte, en Syrie et en Crimée. Dans les années 1970-1971, elle dirige les fouilles polonaises à Palmyre.

### Vie privée
Elle est l'épouse de l'avocat et député Franciszek Sadurski (pl) (1911-2000) et la mère du professeur de droit et politiste Wojciech Sadurski (né en 1950).

## Choix de publications
- Les Tables iliaques, Varsovie, Państwowe Wydawnictwo Naukowe  1964.
- W cieniu Panteonu: o sztuce starożytnego Rzymu, Varsovie, „Wiedza Powszechna (pl)” 1965.
- Archeologia starożytnego Rzymu, tomes 1-4, Varsovie, Wydawnictwa Uniwersytetu Warszawskiego 1965-1971.
- Palmyra – narzeczona pustyni: dzieje i sztuka, Varsovie, „Wiedza Powszechna” 1968.
- Sztuka ziemi wydarta: archeologia klasyczna 1945-1970: najnowsze odkrycie i metody badań, Varsovie, „Wiedza Powszechna (pl)” 1972.
- Les portraits romains dans les collections polonaises, Varsovie, Éditions Scientifiques de Pologne 1972.
- Archeologia starożytnego Rzymu, t. 1: Od epoki królów do schyłku republiki, Varsovie, Państwowe Wydawnictwo Naukowe 1975.
- Le tombeau de famille de 'Alainê = Grobowiec rodziny 'Alainê, Varsovie, Éditions Scientifiques de Pologne 1977.
- Archeologia starożytnego Rzymu, t. 2: Okres cesarstwa, Varsovie, Państwowe Wydawnictwo Naukowe  1980.
- (coll.) Z dziejów miłośnictwa antyku w Polsce = Sur les amateurs de l'antiquité en Pologne, sous la direction d'Anna Sadurska, Varsovie, Wydawnictwa Uniwersytetu Warszawskiego (Presses de l'université de Varsovie) 1989.
- Les sarcophages et les fragments de sarcophages dans les collections polonaises, par Anna Sadurska et Zsolt Kiss, Varsovie, Centre polonais d'archéologie méditerranéenne 1992.